# F.C. De Kampioenen seizoen 15
Reeks 15 van F.C. De Kampioenen werd voor de eerste keer uitgezonden tussen 4 december 2004 en 26 februari 2005. De reeks telt 13 afleveringen.

## Overzicht
| Nr. serie | Nr. reeks | Titel van aflevering | Scenarist(en)                                                            | Uitzenddatum     |  |
| --- | --------- | -------------------- | ------------------------------------------------------------------------ | ---------------- |  |
| 183 | 1         | Baby Baby            | Bart Cooreman                                                            | 4 december 2004  |  |
| Xavier krijgt een nieuwe overste in de kazerne. Sergeant De Kroet wordt vervangen door sergeant Janine Dewolf, een oud lief van Xavier. Xavier is blij en Carmen lastig, maar de rollen worden al snel omgedraaid. Marc en Bieke passen op het zoontje van een collega. Fernand kan niet slapen door het gehuil van het kindje. |           |                      |                                                                          |                  |  |
| 184 | 2         | Boma surprise        | Knarf Van Pellecom                                                       | 11 december 2004 |  |
| De Kampioenen gaan op uitstap naar de Ardennen. Het blijkt geen gastronomisch weekend te zijn, wat de vrouwen voor ogen hadden, maar een echte survivaltraining. Maurice heeft een geheim. Pascale en Fernand proberen het uit te zoeken. |           |                      |                                                                          |                  |  |
| 185 | 3         | In vuur en vlam      | Mieke Verbelen en Knarf Van Pellecom                                     | 18 december 2004 |  |
| Carmen denkt dat Pol een relatie heeft met zijn collega Maya. Doortje wordt paranoïde en probeert ze kost wat kost te betrappen. Bieke wil een receptie geven in de brocantiek om haar nieuwe project voor te stellen, maar dat loopt niet van een leien dakje. |           |                      |                                                                          |                  |  |
| 186 | 4         | Boma op jacht        | Bart Cooreman                                                            | 25 december 2004 |  |
| Pascale en Maurice gaan jagen. Boma is jaloers en wil mee gaan jagen. Bart, de tweelingbroer van Marc, komt langs. Fernand en de familie Waterslaeghers krijgen van hem een bezoekje. |           |                      |                                                                          |                  |  |
| 187 | 5         | Zware Julien         | Knarf Van Pellecom, naar een idee van Knarf Van Pellecom en Marc Scheers | 1 januari 2005   |  |
| De Kampioenen hebben een nieuwe, goede spits: Julien. Hij brengt zijn familie mee, die niet echt zachtaardig blijkt te zijn. Zijn zussen willen Boma opvrijen, de moeder heeft een oogje op Fernand en zijn broer is een hooligans en valt op seuten met een bril. Madeleine wil op bezoek komen. Pascale piekert zich suf over de reden van het bezoek van haar zus.                                                                                                |           |                      |                                                                          |                  |  |
| 188 | 6         | Op vrijersvoeten     | Bart Cooreman                                                            | 8 januari 2005   |  |
| De Kampioenen willen een vrouw zoeken voor Fernand opdat hij Carmen met rust zou laten. Ook Fernand plaatst een advertentie om de loft te verhuren omdat Bieke de opgeslagen huur niet wil betalen. Rosa komt af op de advertentie, maar er ontstaan als snel verwarring. Billie wil op kamp met Saartje, maar hij mag niet van Doortje. |           |                      |                                                                          |                  |  |
| 189 | 7         | Verloofd!            | Bart Cooreman                                                            | 15 januari 2005  |  |
| Marc wil Bieke ten huwelijk vragen en vraagt Xavier om hem te helpen. Pol en Doortje denken dat Marc Bieke bedriegt. De moeder van Maurice heeft een lief. Maurice is daar niet zo blij mee. Als Fernand een kladje met een gedicht van Marc overhandigt aan Boma, denkt hij dat zijn Pascale met Maurice gaat trouwen. Hij doet er alles aan om haar terug te winnen.                                                                                               |           |                      |                                                                          |                  |  |
| 190 | 8         | Het cadeau           | Bart Cooreman                                                            | 22 januari 2005  |  |
| Marcs ouders, Theo en Marie-Paule, schenken hun begrafenisonderneming aan Marc en Bieke. Deze proberen ervan af te geraken. Een vriend van Fernand wil een voorstel indienen op de gemeenteraad om voetballen te verbieden als de duiven moeten vallen. Ook Boma heeft weet van het voorstel. Daarvoor moeten ze iemand overtuigen: Greetje Devriendt. Greetje is echter verliefd geworden op Xavier en hij moet haar verleiden zonder dat Carmen het te weten komt. |           |                      |                                                                          |                  |  |
| 191 | 9         | De moeders           | An Swartenbroekx                                                         | 29 januari 2005  |  |
| Doortje wil een goede vriendin worden van Billie. Pascale en Marie-Paule willen van het huwelijk van Marc en Bieke een groot feest maken. Hun bemoeienissen drijven echter Bieke tot wanhoop. |           |                      |                                                                          |                  |  |
| 192 | 10        | Het lied             | An Swartenbroekx, naar een idee van Knarf Van Pellecom                   | 5 februari 2005  |  |
| Bieke en Marc zoeken een liedje voor de openingsdans op hun huwelijk. Marc komt uit bij Miguel Wiels. De Kampioenen zingen uiteindelijk allemaal samen een origineel lied in. Boma steekt de Kampioenen in het nieuw. |           |                      |                                                                          |                  |  |
| 193 | 11        | De getuigen          | Bart Cooreman                                                            | 12 februari 2005 |  |
| Bieke en Marc zoeken getuigen voor hun huwelijk, maar wie moeten het worden? Ma DDT komt langs en zorgt voor veel problemen bij de Kampioenen. Fernand leert Georgette kennen en al snel klikt het tussen de twee. |           |                      |                                                                          |                  |  |
| 194 | 12        | De vrijgezellenavond | Bart Cooreman                                                            | 19 februari 2005 |  |
| De Kampioenen organiseren een vrijgezellenavond voor Marc. De vrouwen hebben daar echter geen zin in, dus verzinnen ze een list om het feest toch te laten doorgaan. Het feest draait echter uit tot een fiasco en iedereen belandt achter de tralies. Pascale heeft het moeilijk met het feit dat ze ouder wordt. Maurice probeert haar tevergeefs op te beuren. |           |                      |                                                                          |                  |  |
| 195 | 13        | Het huwelijk         | René Swartenbroekx                                                       | 26 februari 2005 |  |
| De mannen worden juist voor het huwelijk terug vrijgelaten. Marc heeft een enorme kater en moet geholpen worden. Fernand doet veel moeite om uitgenodigd te worden op het huwelijk van Marc en Bieke. Bieke en Marc trouwen. |           |                      |                                                                          |                  |  |

## Hoofdcast
- Marijn Devalck (Balthasar Boma)
- Loes Van den Heuvel (Carmen Waterslaeghers)
- Johny Voners (Xavier Waterslaeghers)
- Ann Tuts (Doortje Van Hoeck)
- Ben Rottiers (Pol De Tremmerie)
- An Swartenbroekx (Bieke Crucke)
- Herman Verbruggen (Marc Vertongen, in aflevering 4 speelt hij ook Bart Vertongen, zijn tweelingbroer)
- Danni Heylen (Pascale De Backer)
- Jaak Van Assche (Fernand Costermans)

## Vaste gastacteurs
(Personages die door de reeksen heen meerdere keren opduiken)
- Ludo Hellinx (Senne Stevens)
- Ella Leyers (Saartje Dubois)
- Rob Teuwen (Billie Coppens)
- Tuur De Weert (Maurice de Praetere)
- Fred Van Kuyk (Jean-Luc Grootjans)
- Lea Couzin (Marie-Paule Vertongen)
- Alex Cassiers (Theo Vertongen)
- Ben Hemerijckx (Fons)
- Joren Seldeslachts (Steven)
- Jenny Tanghe (Georgette "Ma DDT" Verreth)
- Leah Thys (Madeleine De Backer)
- Michel de Warzee (Jérôme Dubois)
- Hugo Danckaert (pastoor Engelen)
- Stef Van Litsenborgh (agent)

## Scenario
Scenario:
- Bart Cooreman
- Knarf Van Pellecom
- Mieke Verbelen
- Marc Scheers
- An Swartenbroekx
- René Swartenbroekx

Script-editing:
- Knarf Van Pellecom
- Bart Cooreman

## Regie
- Etienne Vervoort

## Productie
- Marc Scheers
- Rik Stallaerts

## Trivia
- K3 maakt een cameo in de aflevering Het lied.
- In de aflevering Het huwelijk wordt de rol van ceremoniemeester gespeeld door Guido De Craene. Tijdens de opnamen van deze aflevering leerden Guido en An Swartenbroekx elkaar kennen en bezegelden deze vriendschap in 2006 met een huwelijk.[1]